# 片野達朗
片野 達朗（かたの たつろう、1988年1月23日 - ）は、琉球放送のアナウンサー。

## 来歴・人物
神奈川県鎌倉市出身。実家は収玄寺。鎌倉市立稲村ケ崎小学校、鎌倉市立御成中学校、法政大学第二高等学校、法政大学国際文化学部国際文化学科を卒業して2010年に琉球放送に入社した。
現在はスポーツ取材・実況を中心として活動している。
2020年 JNN・JRNの加盟局から優秀なアナウンサーを毎年表彰するアノンシスト賞では、九州・沖縄ブロック審査会で、テレビスポーツ実況部門　最優秀賞を受賞。
2021年・2023年には全国審査会で2位の優秀賞を受賞し、初心者にもわかりやすく落ち着いた実況が評価されている。

## 出演している番組
テレビ
- RBC NEWS Link （月 スポーツ担当）（木　キャスター担当）
- スポーツ実況など
- RBC NEWS Link FLASH
- JNNニュース
- THE TIME

ラジオ
- シャキッとi（木・金担当）
- ジ・アナウンサーズ特命全権アナβ
- 92ラジ （土曜日17時〜）

　　出演　92（GReeeeN)
- RBCニュース
- MUSIC SHOWER Plus+
(2022年10月25日[3]）- 狩俣倫太郎休暇時の代演  
(2023年7月14日)-嘉大雅体調不良の為の代演(コンビ相手はアイモコのモコ)